# Saint-Jeoire-Prieuré
Ne doit pas être confondu avec Saint-Jeoire.
Pour l’article homonyme, voir Saint-jeoire-prieuré (AOC).
Saint-Jeoire-Prieuré est une commune française située dans le département de la Savoie, en région Auvergne-Rhône-Alpes.

## Géographie

### Situation
Saint-Jeoire-Prieuré est une commune de 534 hectares (5,34 km2) située sur le versant est de la Trouée des Marches, au pied du massif des Bauges. La ville de Chambéry est située pour sa part à moins de dix kilomètres plus au nord-ouest de la commune. Saint-Jeoire-Prieuré fait par ailleurs partie de la communauté d'agglomération de Chambéry Métropole - Cœur des Bauges.
Étant située au pied des Bauges, son altitude varie de 294 mètres (au niveau de la cluse) à 901 mètres (au plus haut du massif). Le chef-lieu est pour sa part situé dans les premières pentes, à moins de 500 mètres d'altitude.
La commune n'est également baignée par aucun cours d'importance (autres que ruisseaux et ruisselets).
Son territoire se compose principalement de surfaces agricoles (57,9 %) et de forêts de feuillus (22,3 %). Les vignobles (10,3 %) et le tissu urbain discontinu (9,5 %) représentent le reste.

#### Communes limitrophes
Saint-Jeoire-Prieuré, de par sa superficie modeste, ne possède que quatre communes limitrophes.
Dans la cluse de Chambéry, il s'agit de Myans du sud à l'ouest, de Challes-les-Eaux au nord et de Chignin à l'est et sud-est. Saint-Jeoire-Prieuré est également limitrophe de la commune de Curienne à l'est et nord-est, séparée par les conteforts des Bauges : le mont Saint-Michel au nord et la crête de Montgelas au sud, bien qu'un passage permette leur liaison par le hameau de la Boisserette, également situé sur la commune.
| Challes-les-Eaux | Challes-les-Eaux et Curienne | Curienne |
| Myans            | Saint-Jeoire-Prieuré         | Curienne |
| Myans            | Myans                        | Chignin  |

### Voies de communication et transports

#### Transport routier

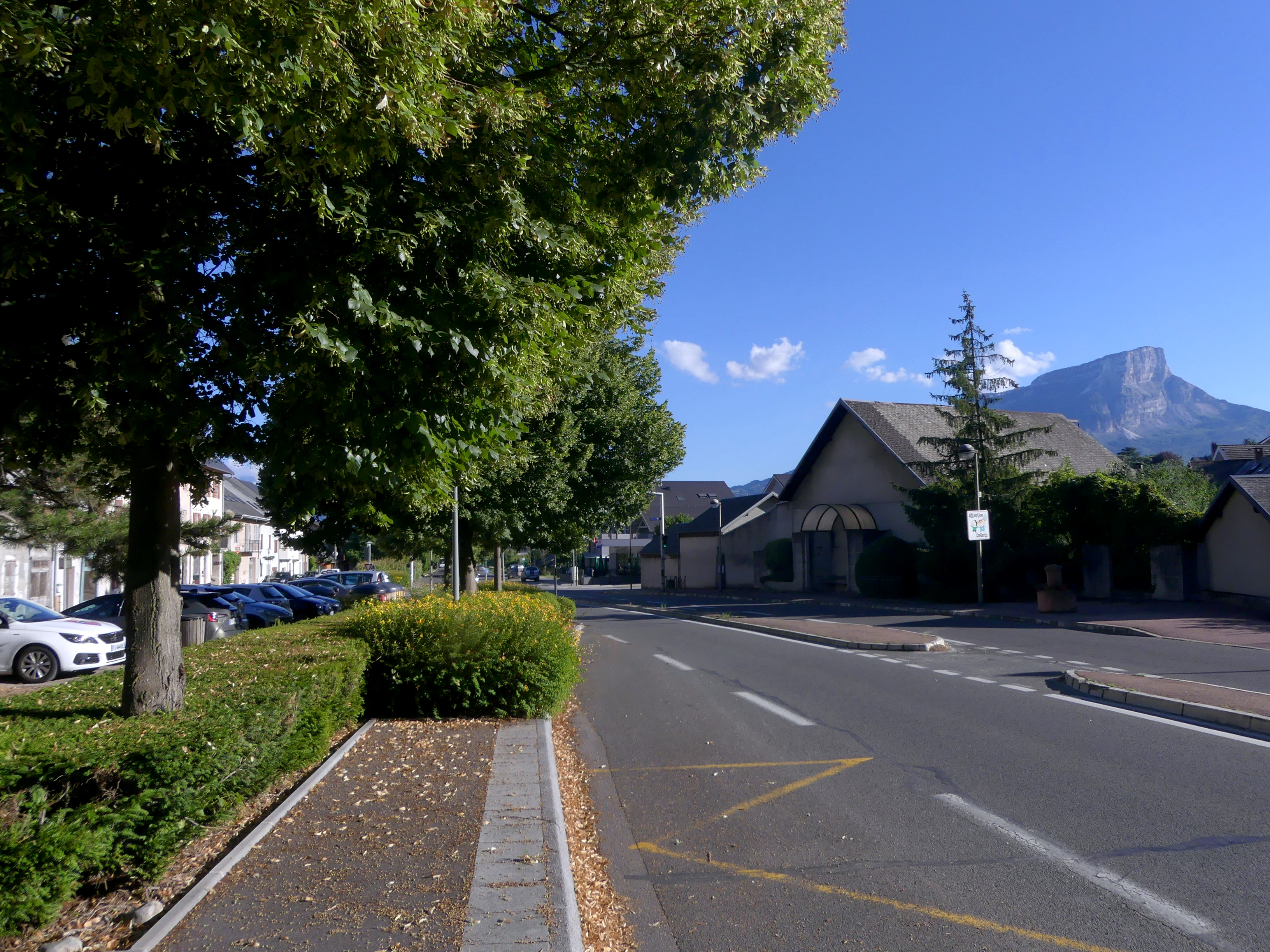
Ancienne RN 6 dans le centre.

Saint-Jeoire-Prieuré est traversée dans son chef-lieu par l'ancienne route nationale 6 de Paris à l'Italie par le col du Mont-Cenis, aujourd'hui route départementale 1006.
Hormis cet axe majeur, la commune voit également passer au sud-ouest de son territoire, l'autoroute A43 reliant Lyon à l'Italie par le tunnel du Fréjus. Cette portion ne concerne cependant qu'un peu plus d'un km d'autoroute, à l’endroit où celle-ci surplombe la ligne de chemin de fer. Aucune sortie n’y est située, la plus proche étant la sortie 21 au niveau de la gare de péage de Chignin. Cette section de l’autoroute possède toutefois une aire de repos (L'Abis) située sur la commune.
Cette autoroute permet une liaison directe vers Grenoble et les vallées alpines de Tarentaise et de Maurienne au sud et à l'est, vers Annecy et Genève au nord, et vers Lyon à l'ouest.

#### Transport ferroviaire

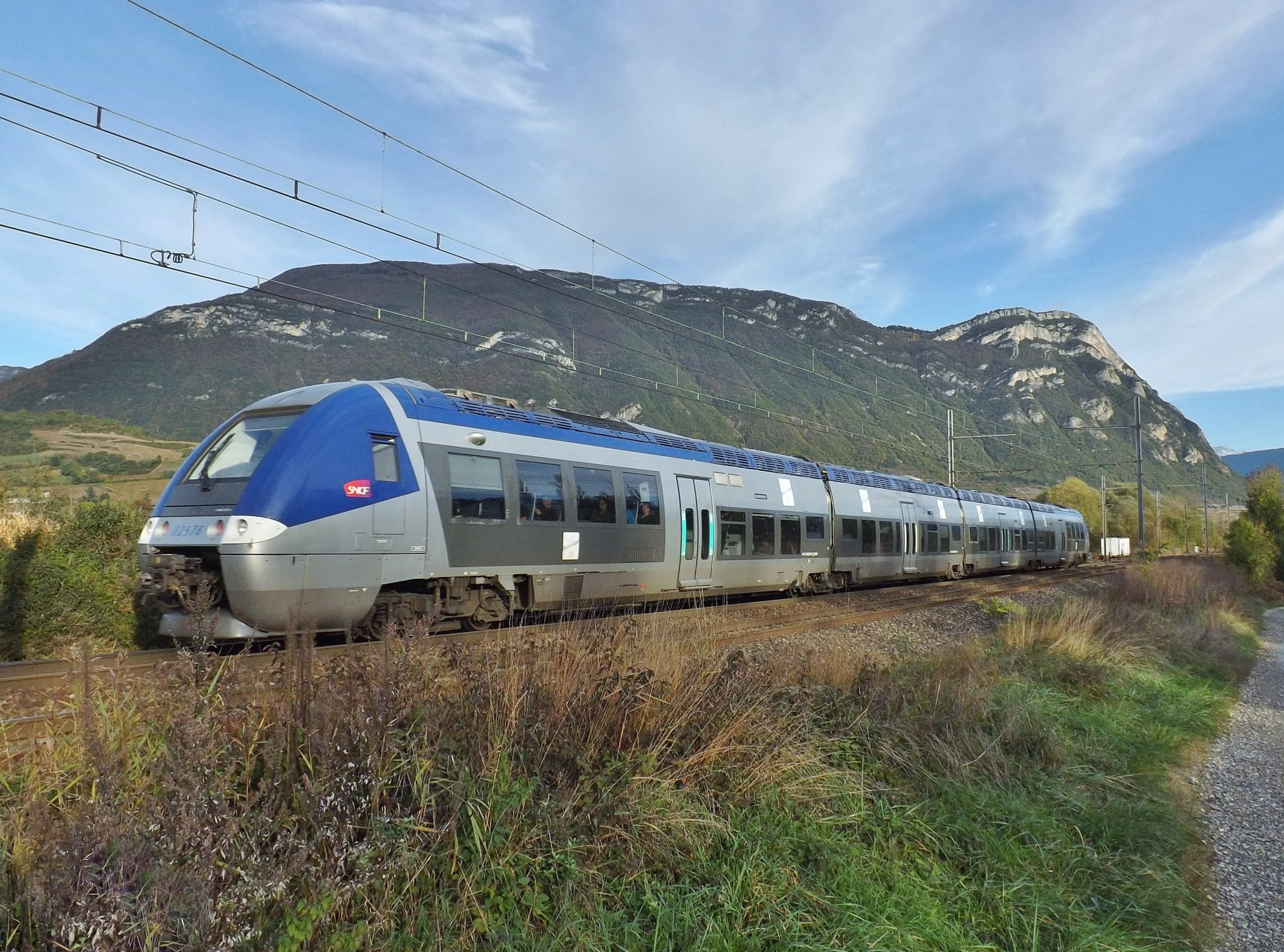
Un TER Rhône-Alpes arrivant de Chambéry au sud-ouest de la commune.

La commune de Saint-Jeoire-Prieuré accueille à l'extrémité de son territoire, à proximité de l'A43, la ligne de Culoz à Modane (frontière) aussi surnommée « ligne de la Maurienne », une ligne à double voie électrifiée en 1 500 V continus. La commune ne possède pas de gare ferroviaire sur son territoire bien qu'une ancienne halte, aujourd'hui fermée, existât à Chignin-Les Marches.
La gare la plus proche est la gare de Montmélian à une demi-douzaine de kilomètres et nœud ferroviaire entre la ligne de la Maurienne et la ligne de Grenoble à Montmélian. Toutefois, la gare de Chambéry - Challes-les-Eaux, située à une dizaine de kilomètres, offre plus de dessertes et plus de destinations (la gare de Montmélian n'étant pas une gare d'arrêt obligatoire).
La gare de Chambéry permet des dessertes par TGV depuis et vers Paris en un peu moins de 3 h. Les TER Auvergne-Rhône-Alpes relient pour leur part les villes de Lyon, Grenoble, Annecy, Genève, Valence et les vallées alpines. Toutes ces destinations sont également directement joignables depuis la gare de Montmélian, mais non systématiques.
La ligne de la Maurienne voit également passer un trafic non négligeable de fret, en provenance ou à destination de l’Italie via le tunnel ferroviaire du Fréjus.

#### Transport aérien
L'aéroport régional le plus proche de Saint-Jeoire-Prieuré est l'aéroport de Chambéry - Savoie, situé au sud du lac du Bourget à une quinzaine de kilomètres. L'aéroport est particulièrement desservi durant la saison hivernale du fait de la présence proche des stations de sports d'hiver alpines.
Beaucoup plus proche se trouve l'aérodrome de Chambéry - Challes-les-Eaux sur la commune voisine de Challes-les-Eaux. Cet aérodrome est surtout utilisé pour la pratique du planeur.
Enfin, les deux aéroports internationaux les plus proches sont l'aéroport international de Genève en Suisse et l'aéroport de Lyon-Saint-Exupéry, situés tous deux à une centaine de kilomètres.

#### Transports en commun
En tant que commune du Grand Chambéry, Saint-Jeoire-Prieuré bénéficie donc de liaisons directes avec le centre-ville de Chambéry par les autobus du réseau du Synchro Bus (anciennement STAC) gérés conjointement par l’agglomération et Connex puis Transdev.
Il s'agit principalement de ligne no 1, directe en suivant en très grande partie l'ex-RN 6 et qui dessert le chef-lieu.
Saint-Jeoire-Prieuré se situe à l'extrémité du réseau, aussi la commune est, avec Saint-Baldoph, la plus au sud de l’agglomération desservie par les bus du réseau STAC puis Synchro.

## Urbanisme

### Typologie
Au 1er janvier 2024, Saint-Jeoire-Prieuré est catégorisée ceinture urbaine, selon la nouvelle grille communale de densité à sept niveaux définie par l'Insee en 2022.
Elle appartient à l'unité urbaine de Chambéry, une agglomération intra-départementale regroupant 35  communes, dont elle est une commune de la banlieue,,. Par ailleurs la commune fait partie de l'aire d'attraction de Chambéry, dont elle est une commune de la couronne,. Cette aire, qui regroupe 115 communes, est catégorisée dans les aires de 200 000 à moins de 700 000 habitants,.

### Occupation des sols
L'occupation des sols de la commune, telle qu'elle ressort de la base de données européenne d’occupation biophysique des sols Corine Land Cover (CLC), est marquée par l'importance des territoires agricoles (58 % en 2018), en diminution par rapport à 1990 (68,5 %). La répartition détaillée en 2018 est la suivante : 
zones agricoles hétérogènes (50,6 %), forêts (22,4 %), zones urbanisées (16,5 %), cultures permanentes (7,3 %), zones industrielles ou commerciales et réseaux de communication (3,2 %).
L'IGN met par ailleurs à disposition un outil en ligne permettant de comparer l’évolution dans le temps de l’occupation des sols de la commune (ou de territoires à des échelles différentes). Plusieurs époques sont accessibles sous forme de cartes ou photos aériennes : la carte de Cassini (XVIIIe siècle), la carte d'état-major (1820-1866) et la période actuelle (1950 à aujourd'hui).

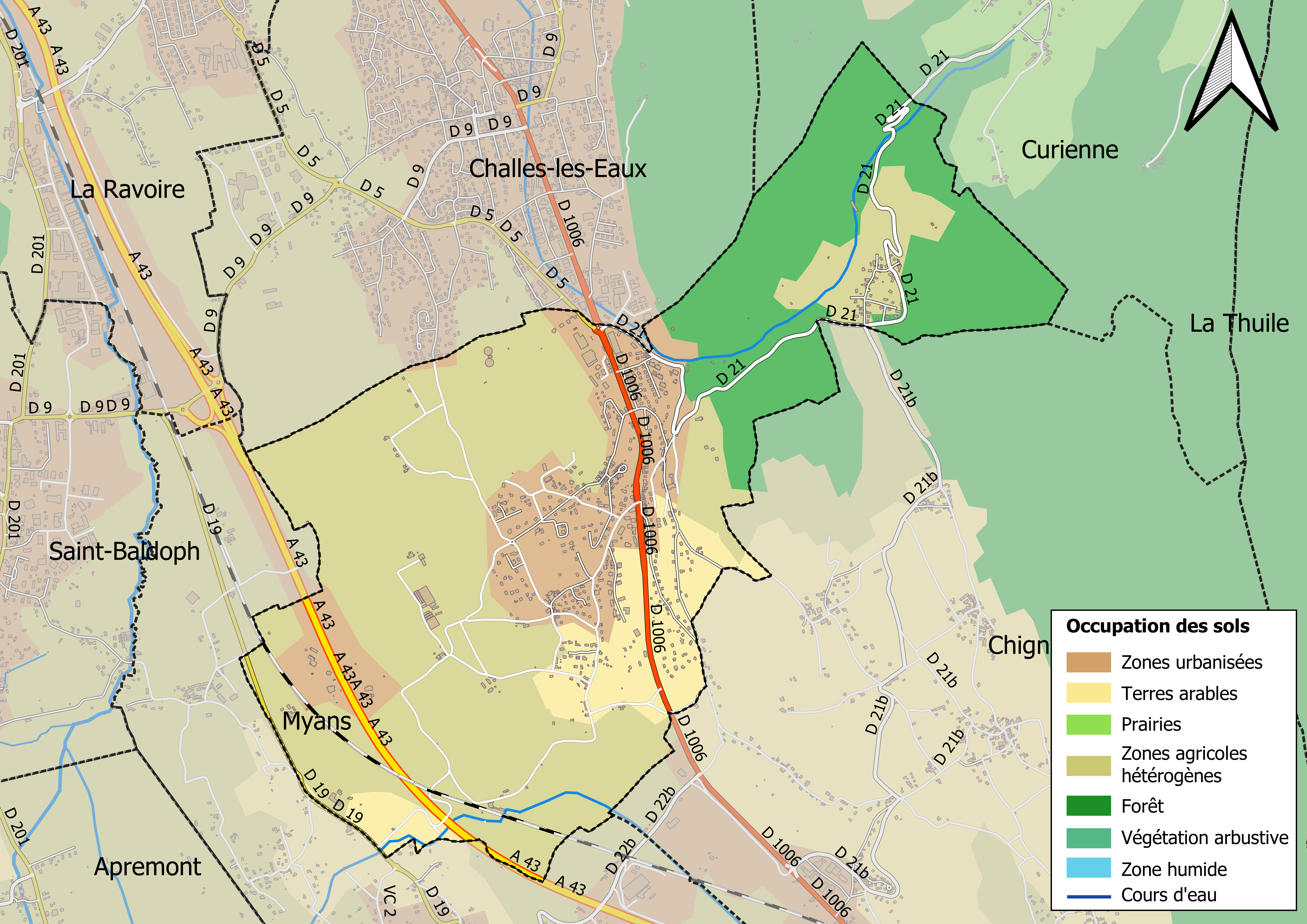
Carte des infrastructures et de l'occupation des sols en 2018 (CLC) de la commune.
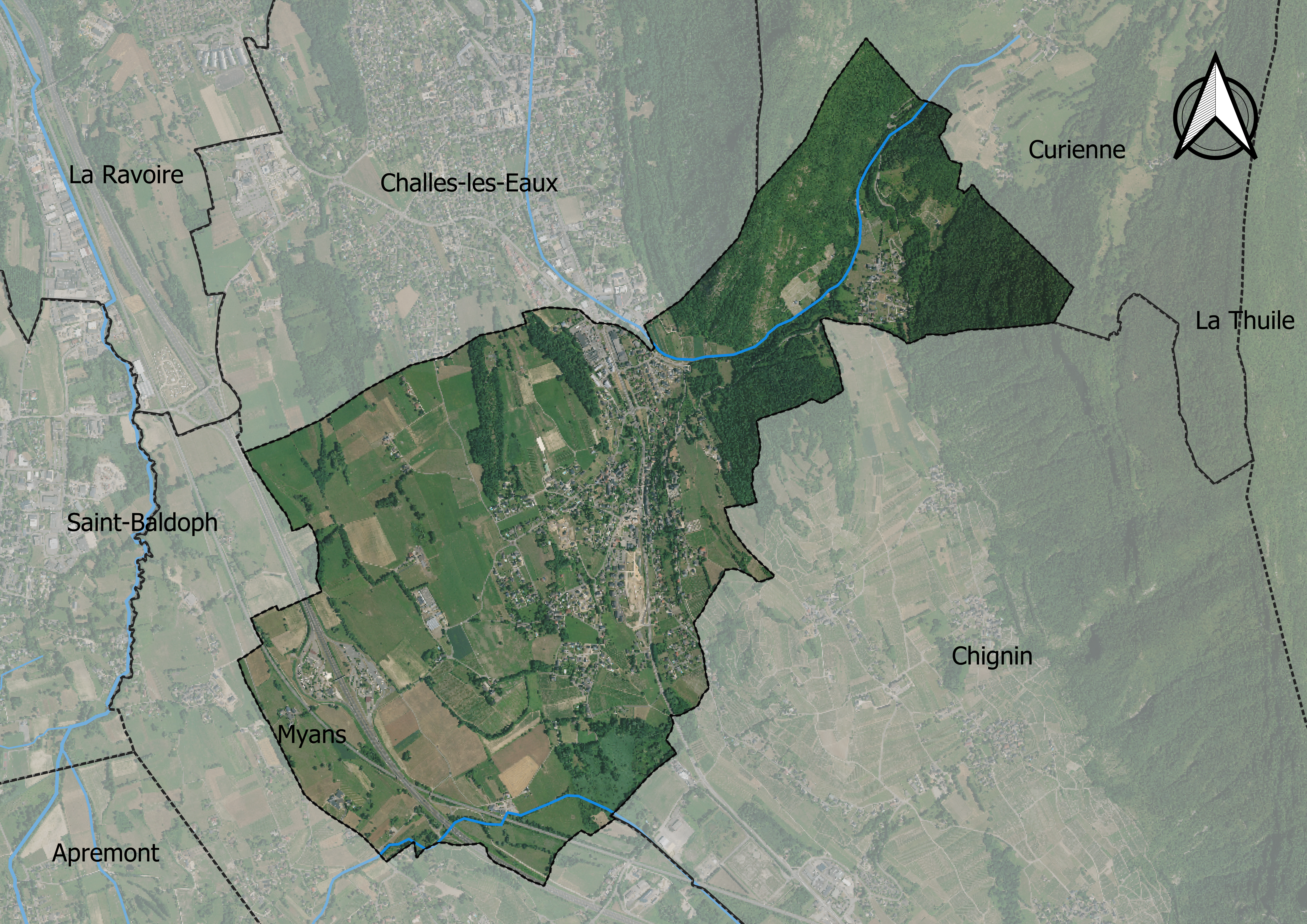
Carte orthophotogrammétrique de la commune.

## Toponymie
Le nom de la commune - Jeoire - provient d'une traduction du saint Georges de Lydda, Georgius.
En francoprovençal, le nom de la commune s'écrit Sè Zhouère (graphie de Conflans) ou Sant-Jouère (ORB).

## Histoire
Village né autour du prieuré fondé en 1110 par Saint Hugues par son cartulaire, sous le vocable de saint Georges.

## Politique et administration

### Administration municipale
Le conseil municipal de Saint-Jeoire-Prieuré se compose du maire, de trois adjoints et de 11 conseillers municipaux.
Voici ci-dessous le partage des sièges au sein du conseil municipal :

### Tendances politiques et résultats
|                                 | 1er score | 1er score                               | 2e score | 2e score                              | Participation |
| Élections européennes de 2014   |           | 29,57 % pour Jean-Marie Le Pen (FN)     |          | 22,17 % pour Renaud Muselier (UMP)    | 51,29 %       |
| Élections municipales de 2014   |           | 100,00 % pour Jean-Marc Léoutre (SE)    |          | -                                     | 62,61 %       |
| Élections législatives de 2012  |           | 55,64 % pour Pierre-Marie Charvoz (DVD) |          | 44,36 % pour Béatrice Santais (PS)    | 62,51 %       |
| Élection présidentielle de 2012 |           | 58,09 % pour Nicolas Sarkozy (UMP)      |          | 41,91 % pour François Hollande (PS)   | 87,32 %       |
| Élections cantonales de 2011    |           | 69,14 % pour Jean-Marc Léoutre (DVD)    |          | 30,86 % pour Robert Gardette (PS)     | 48,32 %       |
| Élections régionales de 2010    |           | 43,58 % pour Françoise Grossetête (UMP) |          | 42,07 % pour Jean-Jack Queyranne (PS) | 53,48 %       |

### Liste des maires
| Période                                  | Période                    | Identité          | Étiquette | Qualité |
| ---------------------------------------- | -------------------------- | ----------------- | --------- | --- |
| Les données manquantes sont à compléter. |                            |                   |           | |
| 1977                                     | 1989                       | Louis Terreaux    |           | Universitaire |
| 1989                                     | En cours (au 30 juin 2020) | Jean-Marc Léoutre | DVD       | Cadre supérieur Conseiller général de la Ravoire (2010 → 2011) Vice-président de Grand Chambéry (2001 → ) Président du SDIS de la Savoie (1999 → 2011) Président de l'EPFL de la Savoie |

## Démographie
L'évolution du nombre d'habitants est connue à travers les recensements de la population effectués dans la commune depuis 1793. Pour les communes de moins de 10 000 habitants, une enquête de recensement portant sur toute la population est réalisée tous les cinq ans, les populations de référence des années intermédiaires étant quant à elles estimées par interpolation ou extrapolation. Pour la commune, le premier recensement exhaustif entrant dans le cadre du nouveau dispositif a été réalisé en 2007.

En 2022, la commune comptait 1 965 habitants, en évolution de +25,32 % par rapport à 2016 (Savoie : +3,63 %, France hors Mayotte : +2,11 %).
| 1793 | 1800 | 1806 | 1822 | 1838 | 1848 | 1858 | 1861 | 1866 |
| ---- | ---- | ---- | ---- | ---- | ---- | ---- | ---- | ---- |
| 421  | 460  | 526  | 718  | 660  | 695  | 718  | 682  | 680  |

| 1872 | 1876 | 1881 | 1886 | 1891 | 1896 | 1901 | 1906 | 1911 |
| ---- | ---- | ---- | ---- | ---- | ---- | ---- | ---- | ---- |
| 625  | 660  | 594  | 593  | 634  | 510  | 523  | 502  | 444  |

| 1921 | 1926 | 1931 | 1936 | 1946 | 1954 | 1962 | 1968 | 1975 |
| ---- | ---- | ---- | ---- | ---- | ---- | ---- | ---- | ---- |
| 400  | 422  | 427  | 405  | 452  | 503  | 516  | 526  | 604  |

| 1982 | 1990 | 1999 | 2006 | 2007 | 2012  | 2017  | 2022  | - |
| ---- | ---- | ---- | ---- | ---- | ----- | ----- | ----- | - |
| 642  | 771  | 851  | 958  | 973  | 1 172 | 1 704 | 1 965 | - |

## Économie
Le commune fait partiellement partie de l'aire géographique de production et transformation du « Bois de Chartreuse », la première AOC de la filière Bois en France,.

## Culture locale et patrimoine

### Lieux et monuments

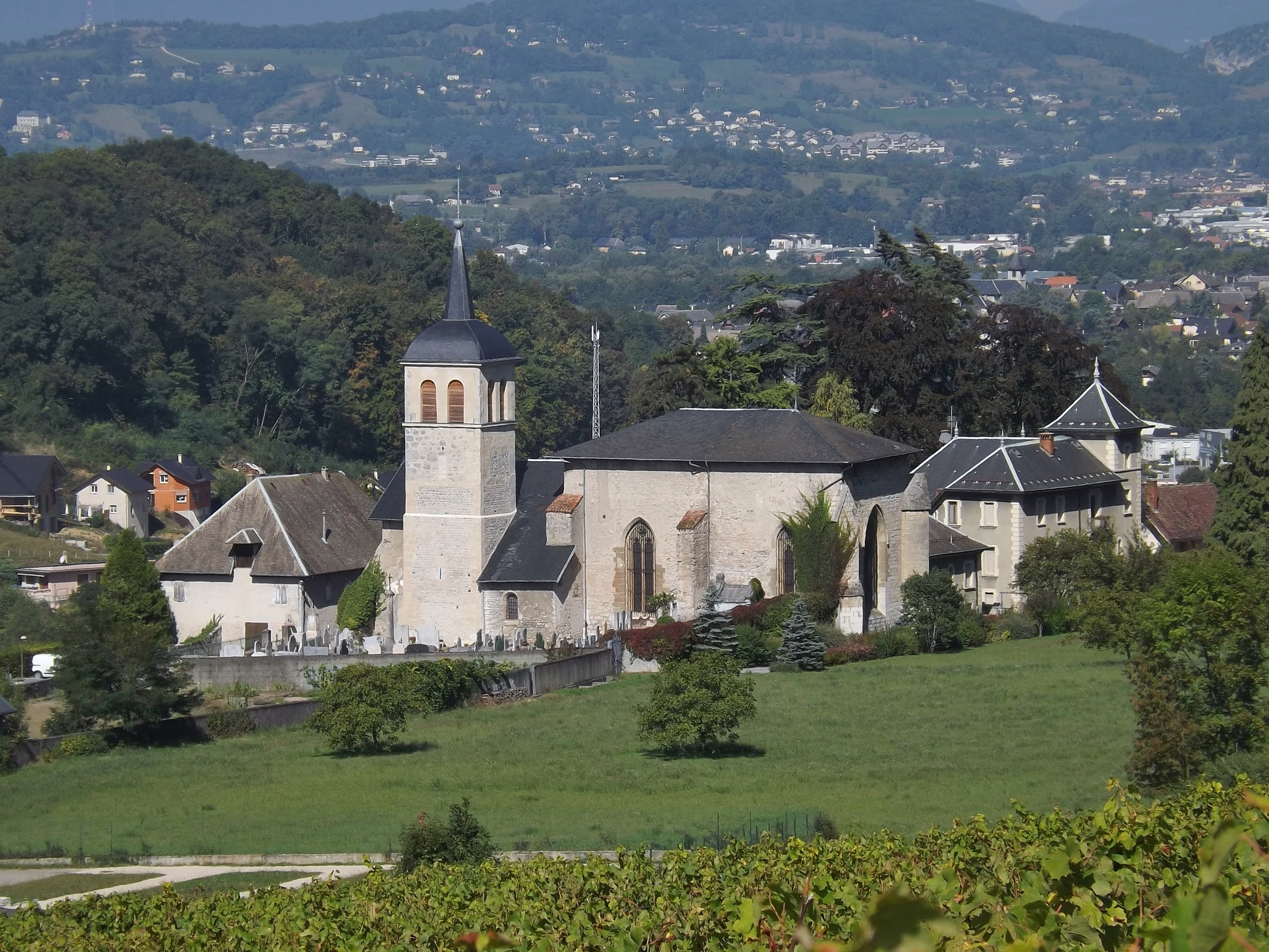
L'église Saint-Georges du Prieuré.

Du prieuré bâti au XIIe siècle, il ne reste que l'église Saint-Georges du Prieuré qui est inscrite monument historique depuis 1952.
Colline Saint-Michel : ce promontoire est partagé par quatre communes dont Saint-Jeoire (Curienne, Barby, Challes-les-Eaux). Une chapelle construite en 1879, occupe le sommet de la colline. S'y trouvent également les vestiges d'une autre chapelle, ce qui laisse penser à une occupation très ancienne du lieu.

### Personnalités liées à la commune
- Louis Terreaux